# Wypadek Ayrtona Senny
Śmiertelny wypadek trzykrotnego mistrza Formuły 1 Ayrtona Senny miał miejsce podczas wyścigu Grand Prix San Marino w 1994 roku na torze Imola.

## Wydarzenia poprzedzające wypadek
Pod koniec sezonu 1993 Senna opuścił zespół McLaren i dołączył do zespołu Williams-Renault. Po zakazaniu używania aktywnego zawieszenia, kontroli trakcji i systemu ABS Williams starał się odrobić straty do zespołu Benetton. W dwóch pierwszych wyścigach (na torach Interlagos i Aida) w nowym zespole Senna zajął pole position, jednak nie ukończył żadnego z nich. Warto zauważyć, że Senna zdobył pierwszą pozycję startową w tych dwóch wyścigach, jadąc ogólnie uważanym za słaby bolidem Williams. W trakcie wywiadów Senna  wspominał o złej trakcji bolidu. Oczywistym był fakt, że model FW16 nie prowadził się tak dobrze jak FW15C i FW14B, które wyposażone były w kontrolę trakcji i aktywne zawieszenie. 1 maja 1994 roku Senna wziął udział w trzecim wyścigu w barwach zespołu Williams na torze Imola. Znów wywalczył pierwszą pozycję startową. Tego wyścigu też miał nie ukończyć.
Weekend na torze Imola był dla Senny szczególnie niepokojący z powodu dwóch zdarzeń. W trakcie piątkowej sesji treningowej protegowany Senny, młody Rubens Barrichello, wypadł z toru i przy dużej prędkości uderzył w ogrodzenie dzielące tor od trybun. Barrichello został odwieziony do szpitala. Senna odwiedził kolegę w szpitalu mimo zakazu lekarzy (przeskoczył mur, żeby dostać się do szpitala). Doszedł do wniosku, że konieczne jest zweryfikowanie standardów bezpieczeństwa. W sobotę wydarzył się kolejny wypadek. Roland Ratzenberger w trakcie szybkiego okrążenia wypadł z toru, uszkadzając przednie skrzydło. Kiedy chwilę później pokonywał zakręt Villeneuve, jego bolid wyjechał poza tor, nie mając siły dociskowej w przedniej części. Ratzenberger przy prędkości ponad 300 km/h uderzył w betonową ścianę, ginąc na miejscu. Po tym wypadku Senna postanowił ponownie powołać do życia Drivers' Safety Group, której działania miały prowadzić do wzrostu poziomu bezpieczeństwa w Formule 1. Jako najstarszemu zaoferowano mu rolę lidera.

## Wypadek
W niedzielę wydarzył się kolejny wypadek: Pedro Lamy i JJ Lehto zderzyli się podczas startu do wyścigu. Kiedy w bolidzie Lehto zgasł silnik, Lamy uderzył w jego bolid. Obaj kierowcy wyszli z wypadku bez większych obrażeń. Koło samochodu Lamy’ego wpadło na trybuny, raniąc 9 osób. Na tor wyjechał samochód bezpieczeństwa na czas usuwania szczątków rozbitych samochodów. Bolidy podążały za nim przez 5 kolejnych okrążeń. Na szóstym okrążeniu samochód bezpieczeństwa zasygnalizował, że zaraz opuści tor i wyścig zostanie wznowiony. Na 7. okrążeniu kamera znajdująca się na bolidzie jadącego za Senną Michaela Schumachera zarejestrowała nagłą zmianę kierunku jazdy bolidu Senny i uderzenie w betonową barierę, znajdującą się na zewnętrznej stronie zakrętu Tamburello. Z zapisów telemetrycznych Williamsa Senny wynikało, że opuścił on tor z prędkością 310 km/h, a w chwili uderzenia w barierę, niespełna dwie sekundy później, prędkość wynosiła 218 km/h.

Zakręt Tamburello w 1994 roku

Bolid zatrzymał się na skraju toru. Senna pozostawał bez ruchu, chociaż jego głowa poruszyła się jeden raz. Wypadek nie wyglądał jak większość wypadków w Formule 1, mimo że wydarzył się przy dużej prędkości. Bolid w pewnym momencie zaczął jechać prosto, zmierzając poza tor, i uderzył nosem w barierę pod niewielkim kątem (22 stopnie), gubiąc przy tym przednie prawe koło. Chwilę później zatrzymał się na skraju toru. Mimo że wypadek nie wyglądał na bardzo groźny, było widać, że Senna odniósł poważne obrażenia. Kask Senny spoczywał bezwładnie na kokpicie przechylony w prawą stronę. Przez chwilę jego głowa poruszyła się, dając fałszywą nadzieję, że nie stało się nic groźnego. Obsługa toru przybyła na miejsce wypadku, ale jej członkowie nie mogli nic zrobić do czasu przybycia wykwalifikowanego personelu medycznego. Świat obiegł obraz z umieszczonej na helikopterze kamery, pokazującej lekarzy próbujących ratować Sennę. Wokół bolidu widać było dużo krwi.
W tym czasie w wyniku nieporozumienia w pit stopach, 10 minut po wypadku Senny, na tor wyjechał bolid Larrousse kierowany przez Érika Comasa, chcącego dołączyć do wyścigu. Niewiele brakowało, a uderzyłby w helikopter medyczny, który wylądował na torze. Tylko dzięki wymachującej flagami obsłudze toru Comas zatrzymał się.
Profesor Sidney Watkins, znany na całym świecie neurochirurg, główny lekarz i delegat medyczny Formuły 1, szef zespołu medycznego na torze, który przeprowadzał tracheotomię na miejscu wypadku, relacjonował:
Wyglądał pogodnie. Podniosłem jego powieki, spojrzałem na źrenice i stało się jasne, że doznał silnego urazu mózgu. Wydostaliśmy go z kokpitu i położyliśmy na ziemi. Wtedy on westchnął i – chociaż jestem niewierzący – poczułem, że to była chwila, w której jego dusza odeszła.

## Autopsja
Senna miał 34 lata w chwili śmierci. Obrażenia, których doznał, spowodowało przednie prawe koło, które oderwało się od bolidu w chwili uderzenia w ścianę. Elementy zawieszenia wciąż przymocowane do koła uderzyły Sennę w głowę, przebijając wizjer kasku i powodując uraz czaszki. Fotografie zniszczonego kasku Senny ukazują miejsce przebicia w górnej części wizjera nad prawym okiem. Ten fakt prowadzi do uznawanej obecnie za najbardziej prawdopodobną teorii, według której jeden z elementów zawieszenia oderwał się i uderzył w głowę Senny.
FIA oraz włoskie władze wciąż utrzymują, że śmierć Senny nie nastąpiła na miejscu wypadku, lecz w szpitalu, do którego przetransportowano go helikopterem zaraz po przeprowadzonej jeszcze na torze tracheotomii i podanej kroplówce. Do dziś trwa debata, dlaczego nie potwierdzono śmierci Senny już na torze. Włoskie prawo stanowi, że po śmiertelnym wypadku mającym miejsce w trakcie wydarzeń sportowych musi zostać wszczęte w tej sprawie postępowanie, a to z kolei powoduje przerwanie zawodów. Dyrektor szpitala Oporto (Portugalia) Legal Medicine Institue profesor José Eduardo Pinto da Costa powiedział:

Z technicznego punktu widzenia procedura ratunkowa Senny była niewłaściwa. Miała miejsce dystanazja, co oznacza sztuczne podtrzymywanie życia pacjenta z nieodwracalnymi zmianami po śmierci biologicznej będącej wynikiem urazów mózgu tak rozległych, że pacjent nie mógłby przeżyć bez wsparcia urządzeń medycznych. Nie byłoby szans na normalne życie i normalne stosunki z otoczeniem. Bez względu na to, czy serce Ayrtona biło, kiedy Ayrton znalazł się poza bolidem, czy nie i czy krążenie zostało zatrzymane, czy nie, nie można jednoznacznie określić chwili jego śmierci.
Autopsja wykazała wiele złamań w podstawie czaszki, zmiażdżenie czoła oraz tętnicy skroniowej i krwotok w drogach oddechowych. Reanimacja zmarłego natychmiast po ustaniu akcji serca jest możliwa za pomocą urządzeń podtrzymujących przepływ krwi i oddech. Procedura ta znana jest jako putting the patient on the machine. Z medycznego i prawnego punktu widzenia w przypadku Ayrtona jest pewien drobny szczegół: miała miejsce reanimacja.
Z etycznego punktu widzenia było to działanie niewłaściwe ponieważ działania te nie niosły ze sobą żadnego medycznego skutku dla pacjenta – ich celem było ratowanie interesów organizatora wyścigu. Reanimacja faktycznie miała miejsce, zastosowano tracheotomię, chociaż krążenie i oddech przywrócono przy pomocy urządzeń medycznych. Taka postawa w tej sytuacji jest kontrowersyjna. Każdy lekarz wie, że nie ma możliwości utrzymania pacjenta przy życiu w warunkach, w jakich był wówczas Senna.

Profesor Jose Pratas Vital, dyrektor szpitala Egas Moniz hospital w Lizbonie, neurochirurg i szef zespołu medycznego w wyścigu Grand Prix Portugalii, ma inną opinię:

Osoby przeprowadzające autopsję stwierdziły na podstawie obrażeń, że Senna nie żył, ale nie mogli tego powiedzieć. Jego obrażenia doprowadziły do śmierci, ale w takiej chwili serce może jeszcze pracować. Personel medyczny zajmujący się rannym, wyczuwając akcję serca, ma tylko dwie możliwości: upewnić się, że drogi oddechowe pacjenta są drożne, czyli że może oddychać. Musieli wykonać natychmiastową tracheotomię. Kiedy pacjent może oddychać, a jego serce bije, pojawia się następny problem: utrata krwi. To są kroki podejmowane w każdym przypadku ciężkich urazów, bez względu na to czy wypadek miał miejsce na ulicy czy na torze wyścigowym. Ekipa ratunkowa nie może myśleć o niczym innym w takiej sytuacji poza pomocą pacjentowi, a zwłaszcza o udrożnieniu odcinka szyjnego.

Rogério Morais Martins powiedział:

W ślad za pierwszym oświadczeniem odczytanym przez dr Marię Teresę Fiandri o godzinie 16:30 Ayrton Senna doznał uszkodzenia mózgu z szokiem krwotocznym i pozostaje w głębokiej śpiączce. Jednak personel medyczny nie odnotował żadnej rany klatki piersiowej ani brzucha. Krwotok spowodowany był przerwaniem tętnicy skroniowej. Neurochirurg badający Ayrtona Sennę w szpitalu wspominał o tym, że okoliczności nie wskazywały na konieczność przeprowadzenia operacji, ponieważ rana znajdowała się w czaszce. O godzinie 18:05 dr Fiandri odczytała drżącym głosem kolejny komunikat oznajmiający o śmierci Senny. Senna wciąż podłączony był do sprzętu podtrzymującego krążenie.
Opublikowane przez włoskie władze wyniki autopsji ujawniły, że Senna zmarł w wypadku na torze, co pogłębiło kontrowersje. Pojawiły się pytania o reakcje dyrektora wyścigu i personelu medycznego. Świadkowie twierdzą, że Senna oddychał, kiedy został przywieziony do szpitala w Bolonii; autopsja Rolanda Ratzenbergera wykazała natychmiastową jego śmierć. Według włoskiego prawa śmiertelny wypadek na terenie toru wymaga przerwania wyścigu.
To z kolei zapobiegłoby śmierci Ayrtona Senny.
Odpowiednie uregulowania prawne we Włoszech wymagają natychmiastowego przerwania wydarzenia sportowego, w trakcie którego miał miejsce śmiertelny wypadek, w celu przeprowadzenia śledztwa. Wypadek Ratzenbergera oznaczał anulowanie sobotnich sesji kwalifikacyjnych oraz wyścigu San Marino Grand Prix w niedzielę.
Eksperci w dziedzinie medycyny nie są w stanie określić, czy Senna zmarł w chwili wypadku, czy później. Mimo to mieli pełną świadomość niewielkich szans Senny na przeżycie. Jeśli przeżyłby wypadek, byłby ciężko i nieodwracalnie upośledzony. Wypadki takie jak ten niemal zawsze kończą się tragicznie, a ci, którzy przeżywają, doznają nieodwracalnych zmian w mózgu. Jest to wynik nagłego opóźnienia powodującego zniszczenia struktury tkanek. W przybliżeniu siły powstałe w wypadku Ayrtona są porównywalne z upadkiem na głowę z wysokości 30 metrów. Autopsja wykazała, że uderzenie przy prędkości 208 km/h spowodowało liczne urazy w podstawie czaszki, które doprowadziły do zakłócenia akcji oddechowej.
Zniszczenia w mózgu (uderzenie w ścianę czaszki spowodowało jego obrzęk) i krwotok, wzrost ciśnienia śródczaszkowego, a w efekcie śmierć mózgu, wraz z perforacją tętnicy skroniowej i krwotokiem w drogach oddechowych doprowadziły do zaburzeń pracy serca.
Istnieją dwie sprzeczne teorie w kwestii, czy kierowcy [Ratzenberger i Senna – przyp. tł.] żyli kiedy byli umieszczani w śmigłowcach transportujących ich do szpitala. Zakładając, że i Ratzenberger, i Senna nie żyli już na torze istnieje prawdopodobieństwo, że organizator wyścigu opóźnił upublicznienie ogłoszenia ich śmierci żeby uniknąć konieczności anulowania wyścigu chroniąc swoje interesy.
Jeśli wyścig zostałby odwołany, Sagis – organizacja administrująca torem Imola – mogłaby ponieść straty w wysokości 6,5 miliona dolarów.

FIA zaprzecza takiemu scenariuszowi twierdząc, że to bezpodstawna teoria spiskowa.
FIA bezzwłocznie rozpoczęło badania toru Autodromo Enzo e Dino Ferrari w Imoli. Zakręt Tamburello został przebudowany w szykanę.
W roku 2000 Senna został pośmiertnie zaliczony w International Motorsports Hall of Fame.

## Analiza wypadku

Zmiany jakie zostały wprowadzone w konfiguracji toru po śmiertelnych wypadkach Senny i Ratzenbergera.

W 2004 roku w telewizji ukazał się program dokumentalny wyprodukowany przez National Geographic, zatytułowany Seismic Seconds: The Death of Ayrton Senna. Autorzy programu przeanalizowali dane odzyskane z bolidu Senny w celu zrekonstruowania serii wydarzeń prowadzących do fatalnego wypadku. Konkluzją była teza, według której kluczową rolę odegrał samochód bezpieczeństwa, który znalazł się na torze po zderzeniu dwóch bolidów podczas startu do wyścigu. Silnik bolidu JJ Lehto zgasł, a pozostali kierowcy wystartowali. W stojący bolid uderzył jadący już z prędkością około 200 km/h Lotus Pedro Lamy’ego. Samochód bezpieczeństwa przebywał na torze przez następne 5 okrążeń. Niespotykanie długo przebywający na torze samochód bezpieczeństwa miał doprowadzić do obniżenia ciśnienia w oponach bolidu Senny wskutek obniżenia prędkości a więc i temperatury opon. To miało poskutkować obniżeniem bolidu, a to z kolei doprowadzić do braku siły docisku w zakręcie Tamburello. Nagranie z bolidu jadącego za Senną Michaela Schumachera w istocie ukazuje snopy iskier wydobywające się spod bolidu Senny. W tych właśnie momentach bolid miał tracić siłę docisku do nawierzchni toru. W reakcji na niewłaściwe zachowanie pojazdu Senna miał skontrować skręcając kierownicę w prawo a bolid w tym momencie miał zacząć podróżować poza tor na zewnętrzną stronę zakrętu Tamburello. Konkluzją autorów było stwierdzenie, że gdyby Senna reagował wolniej mógłby przeżyć wypadek.
Zdaniem wielu osób związanych z Formułą 1, włączając kierowców startujących w czasach Senny i ścigających się na torze na Imoli, teza postawiona przez autorów programu jest wysoce niejasna. Z zapisu telemetrycznego z bolidu Senny wynika, że Senna przejechał zakręt Tamburello w trakcie 6 okrążenia (na piątym okrążeniu samochód bezpieczeństwa zasygnalizował, że opuści tor i wyścig rozpocznie się na nowo; 6 okrążenie było pierwszym szybkim okrążeniem) z prędkością 306 km/h na zimnych oponach. Z informacji ujawnionych w trakcie śledztwa wynika, że zbiornik paliwa w bolidzie Senny zawierał 86 litrów paliwa w trakcie startu do wyścigu, a Senna planował 2 pit stopy w trakcie tego wyścigu – o jeden mniej niż Schumacher, który wystartował lżejszym bolidem planując trzy postoje. Teoria niskiego ciśnienia w oponach bolidu Senny jako przyczyny wypadku została obalona w trakcie rozprawy sądowej. Stefano Stefanini, szef Bolońskiej Jednostki Do Spraw Wypadków Drogowych zeznał wówczas, że Senna jadąc cięższym niż Michael Schumacher i Damon Hill bolidem przejechał 6 okrążenie w czasie 1 minuty i 24,887 sekundy. Szybciej przejechali okrążenie tylko dwaj kierowcy jadąc pod koniec wyścigu lżejszymi bolidami. Michele Alboreto wraz z innymi kierowcami tamtych czasów zeznali, że opony musiały mieć właściwą temperaturę pracy, żeby osiągnąć taki czas, a temperatura opon nie odegrała roli w wypadku.
Aktywne zawieszenie było główną przyczyną przewagi bolidów zespołu Williams nad pozostałymi bolidami w sezonach 1991, 1992 i 1993. Zakaz jego stosowania dotknął więc zespół Williams bardziej niż inne zespoły. W sezonie 1994 kierowcy zespołu Williams mówili o wielu problemach z prowadzeniem bolidów oraz o nerwowym zachowaniu tyłu bolidu. Nowe tylne skrzydło bolidu FW16 zostało zaprezentowane na Imoli. Ironią było stwierdzenie Senny na początku sezonu 1994, że będzie zdziwiony, jeśli w tym sezonie nie będzie wielu poważnych wypadków. Odniósł się do wycofania w sezonie 1993 szerokich, 26 calowych slicków "white label" Goodyear (zastąpionych wersją "yellow label") oraz do wycofania wszystkich technologicznych i naukowych osiągnięć zastosowanych w bolidach (aktywne zawieszenie, kontrola trakcji i ABS) w sezonie 1994. Przypuszczał, że kierowcy będą mieć problemy z utrzymaniem bolidów na torze, co dało się zaobserwować na początku sezonu 1994. Przed wypadkami Ratzenbergera i Senny JJ Lehto złamał jeden z kręgów lędźwiowych na torze Silverstone w styczniu, a Jean Alesi złamał kark w trakcie testów przed sezonem. W trakcie kwalifikacji do następnego wyścigu w Monako Karl Wendlinger uczestniczył w wypadku, w efekcie którego zapadł w śpiączkę na 19 dni. Kierowca zastępujący Ratzenbergera, Andrea Montermini, złamał kości stopy jadąc Simtekiem w Barcelonie na torze Circuit de Catalunya, a Pedro Lamy złamał rzepki obu stawów kolanowych w trakcie testów w Silverstone w maju. Za przyczynę żadnego z tych wypadków nie uznano błędów kierowców, chociaż nie ma dowodów potwierdzających wpływ wycofania zakazanych technologii na te wypadki.
Są inne czynniki (wpływające na komfort prowadzenia bolidów) – Senna nie lubił pozycji kierownicy w stosunku do pozycji kierowcy i wielokrotnie prosił o modyfikację kolumny kierownicy. Na Imoli Senna wraz z inżynierami Williamsa starali się pokonać problemy związane z brakiem aktywnego zawieszenia. Patrick Head i Adrian Newey zgodzili się na żądania Senny o skrócenie kolumny kierownicy w jego Williamsie FW16, ale nie było czasu na wyprodukowanie krótszej kolumny. Skrócono więc kolumnę zainstalowaną w bolidzie Senny wycinając jej część i łącząc dwie powstałe części rurką o mniejszej średnicy. Wielu przypuszcza na podstawie porównań wielu godzin nagrań z kamer zainstalowanych w bolidzie Senny w trakcie wyścigu w Brazylii oraz wyścigu na Imoli, że ruchy, które wykonuje kierownica w trakcie wyścigu na Imoli nie są takie jak zwykle. Materiały wideo ukazują brak reakcji przednich kół podczas ostatniego okrążenia, kiedy Senna obraca kierownicę w skrajne lewe położenie. Inni budowali podejrzenia na podstawie nagrania z Imoli kiedy Senna, na sekundy przed uderzeniem w betonową ścianę, spogląda na koło kierownicy.

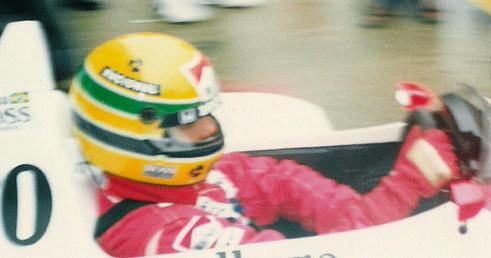
Charakterystyczny kask Ayrtona Senny

Nagranie z kamery zainstalowanej w bolidzie Senny nie wyjaśnia przyczyn wypadku, bo brakuje w nim ostatnich sekund. Kończy się ono kiedy bolid zaczyna jechać prosto na zewnątrz zakrętu. Około 1,5 sekundy nagrania prawdopodobnie dostarczyłoby odpowiedzi na pytanie o przyczyny wypadku. Jego brak to efekt zdumiewającego zbiegu okoliczności, kiedy reżyser zdecydował zmienić przekazywany sygnał wizji z bolidu Senny na obraz z bolidu Gerharda Bergera akurat na chwilę przed wypadkiem. Decyzja reżysera jest jeszcze bardziej zastanawiająca w świetle faktu, że obraz z kamery w bolidzie Senny był do chwili zmiany rejestrowany nieprzerwanie przez 9 minut.
Pojawiło się wiele pogłosek, że brakująca część nagrania istnieje i ukazuje Sennę z oderwaną kierownicą w rękach, kiedy jego pojazd opuszcza tor. W dodatku nagranie przedstawione w sądzie 14 maja 1997 kończy się na 0,9 sekundy przed uderzeniem, a więc około 0,6 sekundy później niż nagranie opublikowane wcześniej. Różnica ta zrodziła jeszcze więcej kontrowersji. Chociaż istnieją zarzuty wobec osób wysoko postawionych w świecie sportów motorowych, że widzieli całe nagranie, nie ma dowodów na to, że takie nagranie istnieje.
Damon Hill, kierowca zespołu Williams w czasie, kiedy Senna również jeździł w barwach tego zespołu, w wywiadzie 10 lat po wypadku powiedział:

Po rozgrzewce stawiliśmy się na odprawie kierowców. Ayrton był zdeterminowany po osiągnięciu dobrego wyniku, ale miał obawy o nowe przepisy dotyczące samochodu bezpieczeństwa. Te obawy miały okazać się prorocze. Obrazem panującego wówczas w Formule 1 klimatu był fakt, że Ayrton Senna zebrał grupę kierowców, żeby nie mówić o swoich wątpliwościach dotyczących samochodu bezpieczeństwa w pojedynkę. Oznaczało to, że szefowie ustalają reguły; jeśli miałeś z tym problem, upewniali cię o tym, kto rządzi. Więc tak rozpoczęliśmy temat samochodu bezpieczeństwa (co ważne to co innego niż "pace car" używany w wyścigach w USA).
Ayrton stał się bardzo krzykliwy, twierdząc, że to zły i niebezpieczny pomysł z jednego powodu: temperatura opon bolidu jest krytycznie ważna z wielu powodów. Po pierwsze to, że mają bardzo dużą przyczepność kiedy są rozgrzane; po drugie w zależności od temperatury mocno zmienia się ciśnienie, a w konsekwencji stabilność opony.
Podsumowując: jeżeli bolid Formuły 1 musi podążać za przeciętnym drogowym autem, nie będzie poruszać się na tyle szybko, żeby utrzymać temperaturę i ciśnienie opon na optymalnym poziomie, na który zostały zaprojektowane. Jestem przekonany, że to był główny czynnik w wypadku Ayrtona – samochód bezpieczeństwa wyjechał na tor od razu po rozpoczęciu wyścigu; stało się dokładnie to, czego obawiał się Senna.
I tak to było, opuściliśmy odprawę kierowców w niedzielę zgadzając się, żeby oddać cześć Rolandowi na linii start-meta. Wróciliśmy do zajęć wyznaczonych przez sponsorów a później do przyczepy mieszkalnej (motorhome). Faktycznie nigdy nie rozmawiałem z Ayrtonem i nie spędziłem z nim ani chwili czasu przed wyścigiem. Wszystko było niezwykle poważne, a drastyczności dodawała śmierć Rolanda.

Zespół Williams został oskarżony przez włoskiego oskarżyciela o zabójstwo, sprawa we włoskim sądzie trwała kilka lat. Sąd oczyścił oskarżonych z zarzutów. W 2004 roku sprawa została ponownie otwarta i znów zamknięta w 2005 roku z powodu braku nowych dowodów.
Williams FW16 Senny został zwrócony zespołowi Williams kiedy rozprawa się zakończyła. Williams ogłosił, że pojazd Senny został zniszczony.
Śmierć Senny została uznana przez brazylijskich fanów narodową tragedią, brazylijski rząd ogłosił trzydniową żałobę narodową. Ponad milion osób podążało w kondukcie pogrzebowym w São Paulo. Senna został pochowany na cmentarzu Cemitério do Morumbi w swoim rodzinnym mieście, São Paulo.

## Spuścizna

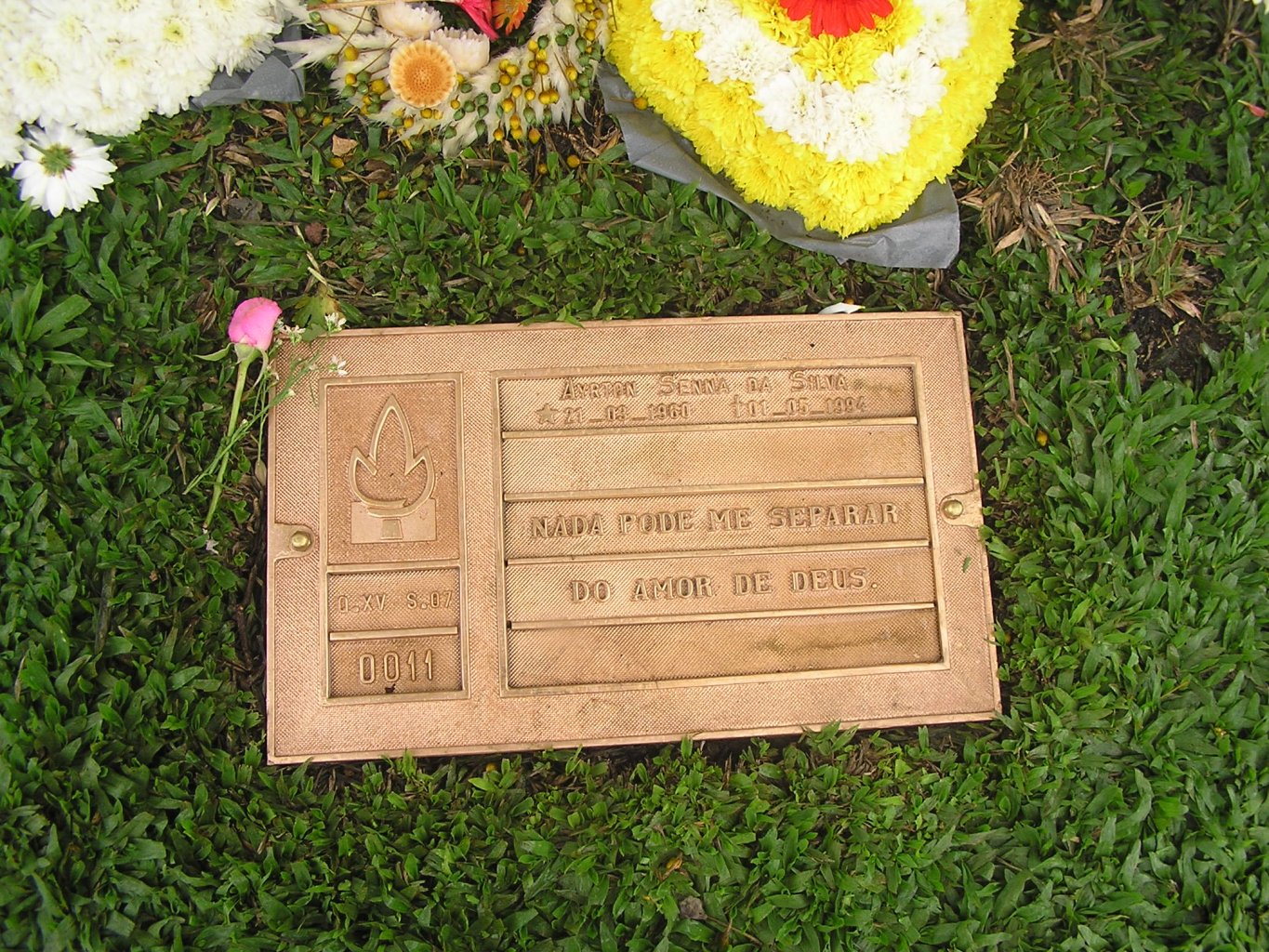
Grób Senny.

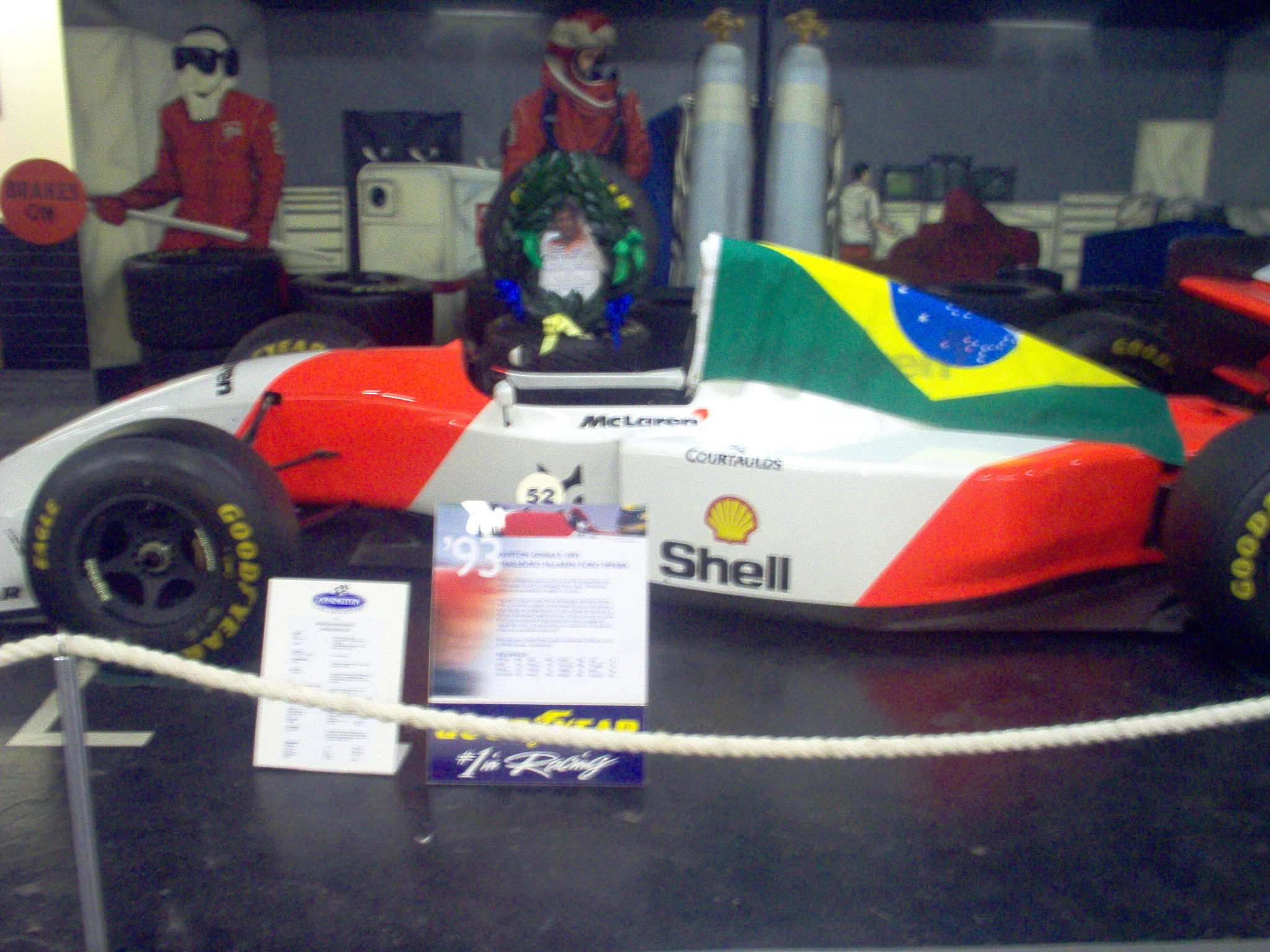
Izba pamięci na terenie Donington Park, gdzie Senna zwyciężył w 1993 w Grand Prix Europy.

Senna był jednym z największych kierowców wszech czasów, ale dla milionów fanów był również wielkim człowiekiem: jego osobowość znaczyła więcej niż dokonania na torze; cechowały go niemalże nadludzkie umiejętności i determinacja umożliwiające rywalizację w dowolnej dziedzinie.
Senna był człowiekiem głęboko wierzącym. Niedługo przed śmiercią założył fundację Ayrton Senna Foundation, mającą na celu niesienie pomocy ubogiej młodzieży w Brazylii i na świecie. Dzisiaj Senna wciąż ma wpływ na losy wielu ludzi, stał się symbolem nadziei dla milionów rodaków i przykładem profesjonalizmu i człowieczeństwa.
W 2004 roku (brazylijskie media przypomniały życie Senny w 10 rocznicę jego śmierci) wydano w Brazylii książkę "Ayrton Senna: The Hero Revealed" (oryginalny tytuł: "Ayrton Senna: O Herói Revelado",). Książka jest przypomnieniem wielu ścieżek kariery Senny, zawiera również niepublikowane wcześniej szczegóły jego prywatnego życia.
21 kwietnia 2004 roku na stadionie w pobliżu Imoli rozegrano mecz piłki nożnej dla uczczenia 10 rocznicy odejścia Senny. Mecz zorganizowali oddani włoscy i kanadyjscy fani Ayrtona. Jedną z drużyn była narodowa reprezentacja Brazylii, zwycięzca Mistrzostw Świata w piłce nożnej z 1994 roku. Druga drużyna złożona była z najlepszych kierowców wyścigowych. Michael Schumacher, Jarno Trulli, Rubens Barrichello, Fernando Alonso i wielu innych stanęło twarzą w twarz z Dungą, Taffarelem i innymi zawodnikami zwycięskiej drużyny zawodów w Stanach Zjednoczonych 10 lat wcześniej.
W ten sam weekend Bernie Ecclestone powiedział, że Ayrton Senna był i pozostał najlepszym kierowcą Formuły 1, jakiego kiedykolwiek widział.
W 2005 roku włoski piosenkarz Cesare Cremonini wydał singel zatytułowany "Marmellata #25", którego refren w tłumaczeniu to: "O! Odkąd Senna przestał się ścigać... to już nie jest niedziela!" (oryginał: "Ahh! Da quando Senna non corre più... non è più domenica!").
W trakcie badań nad wrakiem jego bolidu odkryto zwiniętą, zakrwawioną flagę austriacką. Flagę tę miał Senna wznieść po przejechaniu mety na pierwszej pozycji ku czci Rolanda Ratzenbergera, który zginął w wypadku dzień przed wyścigiem na Imoli.
Większość osobistości Formuły 1 uczestniczyła w państwowym pogrzebie Senny, ale przewodniczący FIA Max Mosley był na nim nieobecny. Uczestniczył on w pogrzebie Ratzenbergera 7 maja 1994 w Salzburgu w Austrii. 10 lat później podczas konferencji prasowej Mosley powiedział:
Zapomniano o nim, a ja pojechałem na jego pogrzeb, bo wszyscy byli na pogrzebie Senny. Doszedłem do wniosku, że ważne było to, że ktoś pojawił się i na jego pogrzebie.